# Korzhinskite
La korzhinskite è un minerale.